# Monimopetalum chinense
Monimopetalum chinense es la única especie del género monotípico Monimopetalum,  perteneciente a la familia de las celastráceas. Es  originaria de  China donde se encuentra en Anhui.

## Taxonomía
Monimopetalum chinense fue descrita por Alfred Rehder y publicado en Journal of the Arnold Arboretum 7(4): 234. 1926.